# Isthmohyla picadoi
Isthmohyla picadoi es una especie de anfibios de la familia Hylidae.
Habita en Costa Rica y el oeste de Panamá. Su rango altitudinal oscila entre 1900 y 2650 m s. n. m..
Su hábitat natural incluye montanos secos. Está amenazada de extinción por la destrucción de su hábitat natural.